# مرز راست قلب
مرز راست قلب یا حاشیه راست قلب یک مرز طولانی روی سطح قلب و بیشتر توسط دهلیز راست ایجاد می‌شود.
- بخش دهلیزی گرد و تقریباً عمودی است و در پشت غضروف‌های دنده‌ای سوم، چهارم و پنجم سمت راست و حدود ۱٫۲۵ سانتی‌متری حاشیه جناغ جای دارد.
- بخش بطنی نازک و تیز است و حاشیه حاد نامیده می‌شود. این بخش تقریباً افقی است و از انتهای جناغ ششمین غضروف دنده‌ای راست تا راس قلب امتداد دارد.